# القضايا البيئية في سوريا
تشمل القضايا البيئية الرئيسية في سوريا إزالة الغابات والرعي المفرط وتآكل التربة والتصحر وتلوث المياه الناجم عن إلقاء مياه الصرف الصحي الخام والنفايات الناجمة عن تكرير النفط وعدم كفاية إمدادات مياه الشرب.
ويشكل نقص المياه، الذي تفاقم بسبب النمو السكاني والتوسع الصناعي وتلوث المياه، عائقا كبيرا على المدى الطويل على التنمية الاقتصادية. تحول نقص المياه في سوريا إلى خمس سنوات متتالية من الجفاف، مما أدى إلى إطالة أمد القضايا البيئية التي كانت سوريا تعاني منها بالفعل.
كانت حكومة الأسد (حزب البعث العربي الاشتراكي - منطقة سوريا) في السلطة من 1970 إلى الحاضر. حكم حافظ الأسد كرئيس من 1971 إلى 2000، وبعد وفاته مرر السلطة لابنه، بشار الأسد. ويقال إن عدم حدوث تغيير في السياسات ووضع جدول الأعمال قد أسهم في السنوات الخمس المتعاقبة للجفاف. أيضا، تحولت حركة «الثبات والسلام» المستمرة لمدة أربعة عقود التي غرستها حكومة الأسد إلى إضفاء الطابع المؤسسي على الخوف والعنف بين شعبها مساهمة في الربيع العربي لعام 2011. تحول الربيع العربي لعام 2011 الذي بدأ انتفاضة مدنية بسرعة إلى حرب أهلية مستعرة. ولسوء الحظ، فإن الإكراه المستمر لحكومة الأسد – من مذبحة حماة عام 1982 إلى مراكز الاحتجاز الانفرادي المتسقة التي يتعرض فيها المدنيون الذين يجرؤون على الكلام عن سوء أو في معارضة للحكومة للتعذيب والتجريد من الإنسانية – كان هو المديم الرئيسي للحرب الأهلية الحالية في سوريا، مما تسبب دون علم في الحالة الضارة الحالية للبيئة.
كان اندلاع الحرب الأهلية في سوريا ضارًا بالحياة الاقتصادية والاجتماعية والبيئية. سمية الأسلحة المستخدمة خلال الحرب مثل قنابل الهاون وقذائف المدفعية والبراميل المتفجرة وقنابل الطائرات والصواريخ كانت السبب الرئيسي للأضرار التي لحقت بإنتاج النفط السوري والمناطق الصناعية والبنية التحتية وإدارة النفايات. ولذلك، شاركت وزارة الشؤون البيئية في سوريا في مؤتمر الأمم المتحدة لوضع خطة التنمية المستدامة. تم إنشاء هذه الخطة كجهد لمكافحة التصحر والتنوع البيولوجي وتغير المناخ. ولسوء الحظ، أُعلن في الجمعية العامة أن الخطة قد فشلت من حيث الانتكاسات التي تم العثور عليها داخل الأراضي المهلكة وتآكل المكاسب الإنمائية. هذه القضايا البيئية كانت في نهاية المطاف مرتبطة بالحرب السورية.

## الحكومة السورية (1970 إلى الوقت الحاضر)

### خلفية
الحكومة السورية تحت حزب البعث كانت موجودة منذ عام 1970، وتمكنت من البقاء في السلطة حتى يومنا هذا عن طريق غرس حكم استبدادي على سوريا وشعبها. وقد أدام الرئيس السابق حافظ الأسد (1971–2000) الأيديولوجية التي تقيد حرية التعبير للشعب السوري. عند وفاة حافظ الأسد، تم تعيين ابنه - بشار الأسد - رئيسًا لحزب البعث الاشتراكي العربي، وهو الرئيس الحالي لسوريا (2000 إلى الوقت الحاضر).
سوريا لديها شظايا عرقية ودينية مختلفة تنقسم ولكنها غرست أيضا شعورا بالولاء بين أجزاء معينة من البلاد. وتشمل الأقليات الرئيسية في سوريا العلويين (12 في المائة) والمسيحيين الأرثوذكس اليونانيين والطوائف المسيحية الأخرى (9 في المائة) والأكراد (9 في المائة) والدروز (3 في المائة). تعتبر المجموعة الدينية السنية هي الأغلبية بين السكان السوريين. تسبب التنوع العرقي والديني في سوريا في توزيع غير متساو للسلطة. سيطر المسلمون السنة سياسيا، وضمنوا حرمان العلويين من أي مدخلات سياسية. أراد العلويون – الأقلية – أن يكون لهم مدخل في بلدهم، مما جعلهم يطالبون بالقوات المسلحة وحزب البعث. هذا خلق سوريا العلمانية وغير المستقرة.
نشأ عدم الاستقرار في البلاد من تشكيل حكومة حزب البعث في عام 1963. قاد حزب البعث ضباط عسكريون سابقون من الفلاحين الذين تولوا السلطة من وجهة نظر راديكالية خلقت عدداً قليلاً من المعارضين مثل القلة القديمة، والإخوان المسلمين، والناصريين). أراد حزب البعث أن يصبح «أهم الحركات الراديكالية التي نشأت في فترة ما بعد الاستقلال في سوريا»، مما يعني أنها أقل احتمالاً للانتصار إذا حشدت من الأسفل، وأكثر احتمالاً للنجاح إذا أطلقوا «ثورة من الأعلى». عندما سيطر حزب البعث على الاقتصاد، خلقوا أيضًا عدم الاستقرار بين الحكومة والمعارضة.
في عام 1970، عندما وصل حافظ الأسد إلى السلطة، كان من المؤمّن أنه سيترك وراءه الأيديولوجية البعثية الراديكالية التي كان القادة الذين كانوا قبله يحتفظون بها، مما دفعه إلى اختيار رئاسة أكثر ملكية. كانت رئاسته بداية جمهورية رئاسية واجهة. لم تكن هناك معارضة حقيقية لأنه تأكد من تركيز القوة بين يديه. حتى لو حدثت معارضة، فقد أدار حافظ مجتمعًا قائمًا على الرعاية سمح له بالتحكم في أي شكل من أشكال الفوضى التي كانت ستحدث في سوريا. استخدمت الحكومة الإكراه للحفاظ على سوريا مستقرة وتحت السيطرة. كانت هناك تكتيكات قسرية مختلفة استخدمت مثل مذبحة الأخوان المسلمين في حماة في عام 1982، ومراكز الاحتجاز «الانفرادية» والسجون العسكرية حيث أساءوا معاملة السجناء ونزعوا إنسانيتهم. كان حافظ على يقين من تقديم مثال من أولئك الذين عارضوه للحفاظ على السيطرة داخل أيدي حكومته.